# Mrówkowate
Mrówkowate (Formicidae) – rodzina owadów należąca do rzędu błonkówek, podrzędu trzonkówek. Bardzo rozpowszechnione, występują praktycznie pod każdą szerokością geograficzną, tworzą społeczności kastowe żyjące w gniazdach. Nazwy naukowe posiada 16 000 współcześnie występujących gatunków mrówek; szacuje się jednak, że świat zamieszkuje 20 000 gatunków tych owadów. W Polsce występują 103 gatunki.

## Opis ogólny
U mrówkowatych, podobnie jak u pszczołowatych, prócz samców i samic występuje również kasta robotnic, czyli samic o niedorozwiniętych narządach rozrodczych. U niektórych gatunków bywa nawet po kilka postaci robotnic. Robotnice opatrzone bardzo silnymi żuwaczkami i wielkimi głowami noszą nazwę żołnierzy. Niekiedy pomiędzy samicami rozwiniętymi płciowo a robotnicami właściwymi występują formy pośrednie. Samce i samice są prawie u wszystkich gatunków skrzydlate, robotnice zawsze bezskrzydłe.
| Robotnica mrówki Pachycondyla verenae | Robotnica mrówki Pachycondyla verenae |
| ------------------------------------- | --- |
|                                       | Oznaczenia: 1. flagellum – biczyk zakończony wierzchołkiem (apex) 2. scapus – trzonek czułka, pierwszy człon za nim to nóżka (pedicellus) 3. czoło 4. jamka stawowa czułka 5. clypeus – nadustek, pod spodem warga górna (labrum) 6. mandibula – żuwaczki 7. prothorax – przedtułów, górna część to przedplecze 8. ciemię 9. oko złożone 10. scutellum – tarczka, tylny, zwykle trójkątny skleryt tułowia 11. mesothorax – śródtułów, górna część to śródplecze 12. przetchlinka śródtułowia 13. anepisternum – przednia część pleury 14. metathorax – zatułów, górna część to zaplecze 15. przetchlinka zatułowia 16. I segment odwłoka zrośnięty z tułowiem 17. tchawka I segmentu odwłoka 18. gruczoł metapleuralny (zatułowiowy) zapachowy 18a. bańka 18b. ujście 19. trzonek – stylik (u pluskwiaków 1 segm. odwłoka, u żądłowców drugi) 20. u mrówkowatych trzonek może być dwusegmentowy tak jak tu (2. część postpetiolus) 21. tergit 22. sternit 23. żądło, pokładełko u samic płodnych 24. femur – udo 25. tibia – goleń 26. unguis – pazurki 27. calcar – ostroga 28. tarsus – stopa 29. coxopleura – koksopleura, tylna część pleury 30. coxa – biodro 31. trochanter – krętarz 32. wyrostek brzuszny 33. głowa 34. tułów 35. trzonek (stylik) 36. odwłok I – propodeum jest wrośnięty w tułów II-VII – numery segmentów odwłoka |

### Głowa
Głowa mrówek jest zawsze silnie rozwinięta, a wśród narządów gębowych specjalnie dobrze wykształcone są żuwaczki, będące głównym narządem aparatu gębowego. Oczy i przyoczka mogą być rozmaicie rozwinięte u poszczególnych gatunków, u robotnic ulegają niekiedy znacznemu uwstecznieniu. Czułki zawsze dobrze rozwinięte, najczęściej zgięte, biczykowate.

### Odnóża
Odnóża zgrubione, na przednich występują często specjalne haczyki do czyszczenia czułków i otworu gębowego.

### Tułów i odwłok
Tułów o pierścieniach ściśle z sobą zespolonych, a u robotnic nawet częściowo pozlewanych. Odwłok ruchomo zestawiony z tułowiem, dzięki przekształceniu jednego lub dwóch pierścieni w cienki stylik. Żądła zwykle brak, gruczoł jadowy dobrze wykształcony; jad zawiera zawsze mniejsze lub większe ilości kwasu mrówkowego. Pancerz chitynowy zwykle mocny, często o charakterystycznym dla poszczególnych gatunków urzeźbieniu, zwłaszcza na głowie i tułowiu. Ubarwienie przeważnie ciemne, czarne, brunatne lub żółte, rzadziej pstre.

## Organizacja społeczna

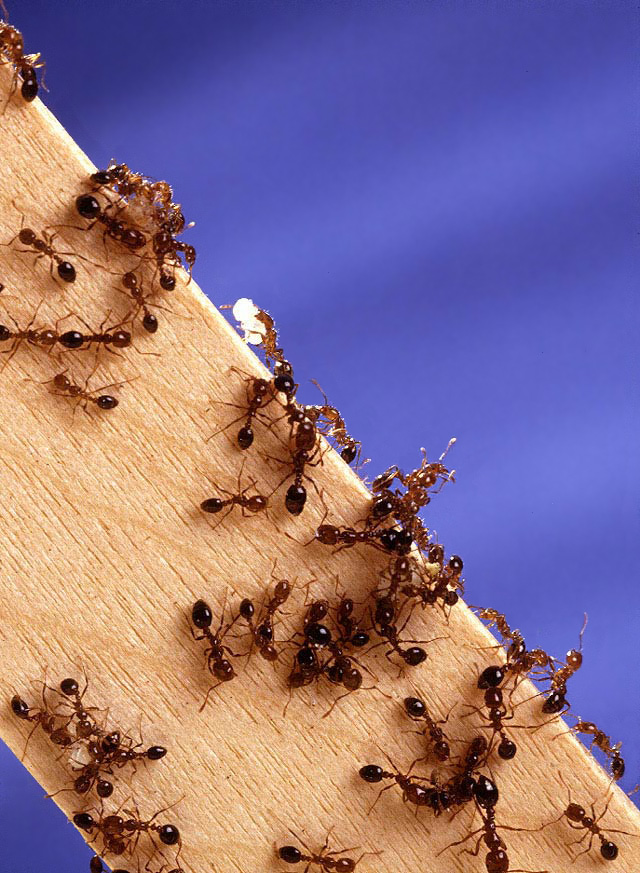
Mrówki z gatunku Solenopsis invicta

Mrówki tworzą złożone społeczności o wyraźnej strukturze hierarchicznej i ściśle przydzielonych obowiązkach. Robotnice mają do spełnienia funkcje usługowe. Budują gniazdo, bronią go, zbierają pożywienie, opiekują się potomstwem. Rolą samców jest zaplemnienie królowej; po tym giną. Zadaniem królowej jest składanie jaj, z których po przeobrażeniu powstają nowe mrówki, a także regulacja działania społeczności za pomocą feromonów. Mrówki żyją w zorganizowanej społeczności, w której każda z nich odgrywa przypisaną sobie rolę, przyczyniając się do właściwego funkcjonowania całego mrowiska. Setki tysięcy mrówek żyją w społeczności pod kopcem z nagromadzonych igieł sosnowych i resztek roślin. Cały czas pracując, mieszają one glebę, spulchniają ją i wzbogacają.

### Gniazda

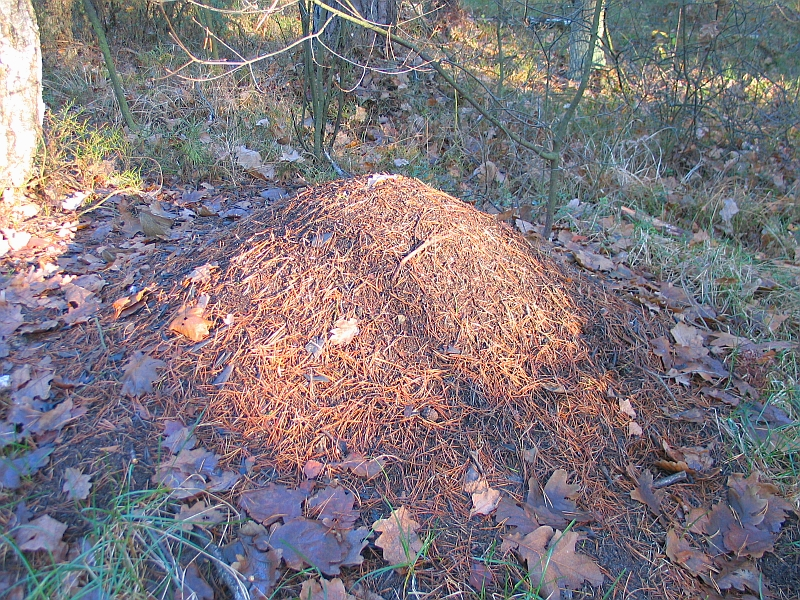
Mrowisko mrówki rudnicy

Większość gatunków zamieszkuje zbudowane przez siebie gniazda, zwane powszechnie mrowiskami. Mogą one być bardzo zróżnicowane, niekiedy ten sam gatunek może budować różne typy mrowisk, zależnie od warunków środowiska, choć na ogół sposób budowania mrowisk jest charakterystyczny dla poszczególnych gatunków. Do częstych typów mrowisk należą gniazda podziemne, złożone z licznych komór i korytarzy, nad którymi pewne gatunki wznoszą jeszcze kopce naziemne (kopiec ochronny) z igliwia, patyczków i piasku, jak pospolita w polskich lasach mrówka rudnica. Bardzo wiele gatunków zakłada mrowiska w drewnie drzew żywych lub butwiejącym, przy czym ściany komór i korytarzy sporządzone są z przypominającej tekturę, przeżutej masy drzewnej; takie gniazda w starych pniach przy ziemi zakłada na przykład pospolita w Polsce mrówka hurtnica. Bardzo ciekawe są gniazda afrykańskich i indyjskich mrówek-tkaczy (m.in. z rodzaju Oecophylla): są one budowane w koronach drzew z liści połączonych przędzą wydzielaną przez larwy tych mrówek; przy budowie takiego gniazda robotnice trzymają larwy w żuwaczkach i posługują się nimi jak czółenkami tkackimi. Niektóre gatunki nie budują własnych mrowisk, lecz mieszkają w mrowiskach innych gatunków jako pasożyty. Są też mrówki niemające w ogóle stałych mrowisk, zakładające tylko gniazda czasowe, a większą część życia koczujące, jak na przykład niezwykle drapieżne amerykańskie mrówki koczujące z rodzaju Eciton. W mrowiskach żyją prócz mrówek jeszcze inne zwierzęta (myrmekofile), których tryb życia jest ściśle związany z mrówkami. Mrowiska mogą istnieć przez wiele lat.

### Powstawanie nowych gniazd
Świeżo zaplemnione królowe starają się zapewnić sobie korzystne warunki do wydania potomstwa. Zakładanie nowego społeczeństwa przez królową odbywa się na 2 sposoby: zależnie i niezależnie. Pierwszy typ, jeśli związany jest z czasowym pasożytnictwem, polega na tym, że wnika ona do społeczeństwa obcego gatunku (posiadając specjalne przystosowania do tłumienia agresji atakujących ją z początku mrówek) i zabija jego królową. Miejscowe robotnice odtąd opiekują się potomstwem obcej mrówki. W miarę jak wymierają, ich miejsce zajmuje gatunek pasożyta. W końcu gniazdo powraca do jednogatunkowości (choć z innym gatunkiem). Mrówki zakładające gniazda niezależnie, samodzielnie kopią w ziemi jamki (zalążki przyszłego gniazda) i opiekują się potomstwem do czasu wylęgnięcia pierwszych dorosłych robotnic.
Schemat tworzenia nowego gniazda ze względu na liczbę królowych rozpoczynających rozwój kolonii w mrowisku:
- Samodzielne zakładanie nowego gniazda:
  - haplometroza – jedna królowa zakłada kolonię
    - monoginia pierwotna – do kolonii nie przyłączają się nowe królowe
    - poliginia wtórna – do kolonii przyłączają się kolejne królowe

  - pleometroza – dwie lub więcej królowych zakłada kolonię
    - monoginia wtórna – po pewnym czasie w gnieździe zostaje jedna królowa, pozostałe zostają wyeliminowane
    - poliginia pierwotna – gniazdo rozwija się z udziałem wszystkich królowych
- Tworzenie nowego gniazda przez podział istniejącego:
  - odłączenie się jednej królowej
    - monoginia pierwotna – do kolonii nie przyłączają się nowe królowe
    - poliginia wtórna – do kolonii przyłączają się kolejne królowe

  - poliginia pierwotna – odłączenie się dwóch lub więcej królowych

### Mieszkańcy gniazd
Większość mieszkańców mrowiska stanowią robotnice, których liczba może dochodzić do kilkuset tysięcy. Prócz tego znajduje się w nim zazwyczaj kilka samic zapłodnionych (rzadziej jedna), znoszących jaja. Po przeistoczeniu się z poczwarek, młode samce i samice odbywają lot godowy, w czasie którego osobniki uskrzydlone obu płci unoszą się w powietrze i tam odbywają kopulację.

### Kopulacja i rozwój larw

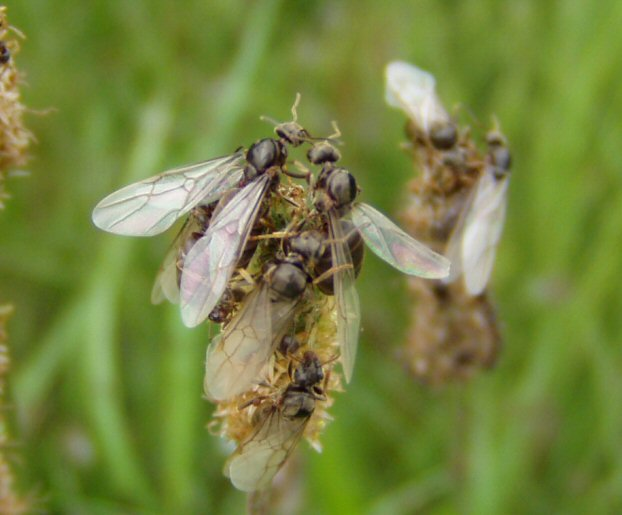
Start do lotu godowego

Po kopulacji samce giną, a zapłodnione samice tracą skrzydła, zostają zabrane przez robotnice swego gatunku do jakiegoś istniejącego już mrowiska, lub zakładają nowe. W tym przypadku samica znosi kilkanaście jaj i sama hoduje z nich pierwsze robotnice, które następnie obejmują przypisane im czynności polegające przede wszystkim na budowie i utrzymywaniu w porządku gniazda, zdobywaniu pokarmu i opiece nad samicą znoszącą jaja i młodym pokoleniem. Larwy mrówek mają postać beznogich czerwi pokrytych drobnymi włoskami. Mają one gruczoły przędne i przed przepoczwarzeniem otaczają się kokonem. Takie spoczywające w kokonach poczwarki mrówek znane są pod nazwą mrówczych jaj. Robotnice nie tylko dostarczają pokarm czerwiom, ale również oczyszczają je i przenoszą z komory do komory lub wynoszą na powietrze, zależnie od zmian temperatury i wilgotności. W podobny sposób opiekują się jajami i poczwarkami.

### Pożywienie

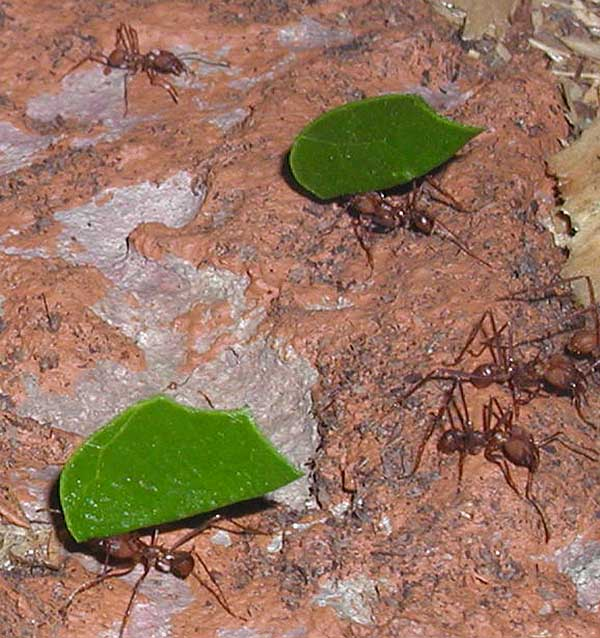
Widoczne tu mrówki używają liści jako pożywki dla uprawianych przez siebie grzybów

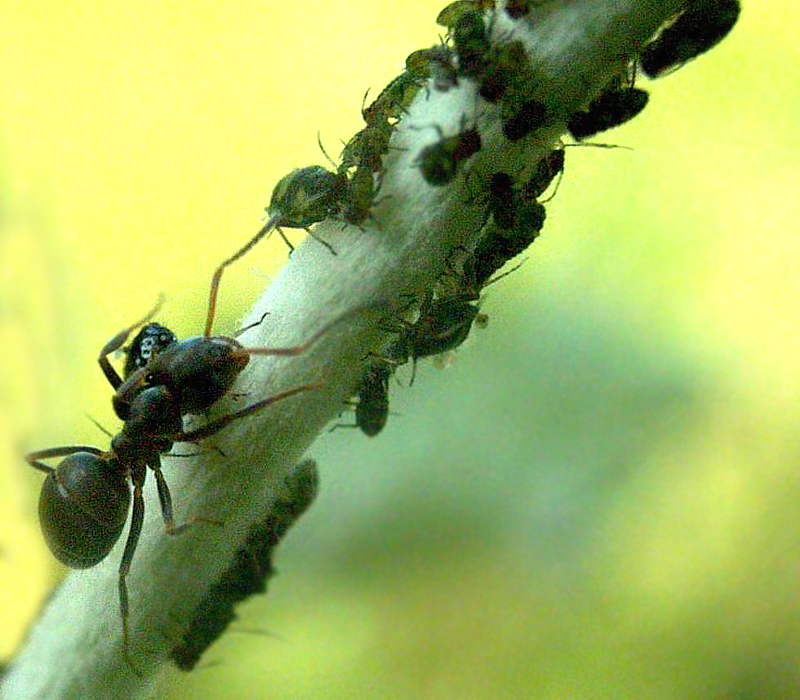
Mrówka i mszyce

Pożywienie mrówek to pokarm zarówno roślinny jak i zwierzęcy, na ogół z przewagą tego drugiego. Istnieją mrówki roślinożerne i wszystkożerne. Z punktu widzenia człowieka duża liczba gatunków mrówek to owady pożyteczne, ponieważ niszczą, zwłaszcza w lasach, larwy wielu gatunków szkodników. Mrówki południowoamerykańskie z rodzaju Atta i niektórych pokrewnych rodzajów żywią się grzybami, rozwijającymi się w ich mrowiskach na ciastowatej masie, przyrządzonej przez robotnice z przeżutych liści. Dla zdobycia potrzebnego na to materiału mrówki te odbywają stałe wyprawy na drzewa i krzewy, gdzie wycinają z liści żuwaczkami krążki dochodzące do 2 cm średnicy, które następnie przenoszą do gniazda.

## Wykazane w Polsce gatunki mrówek[5][6][7]

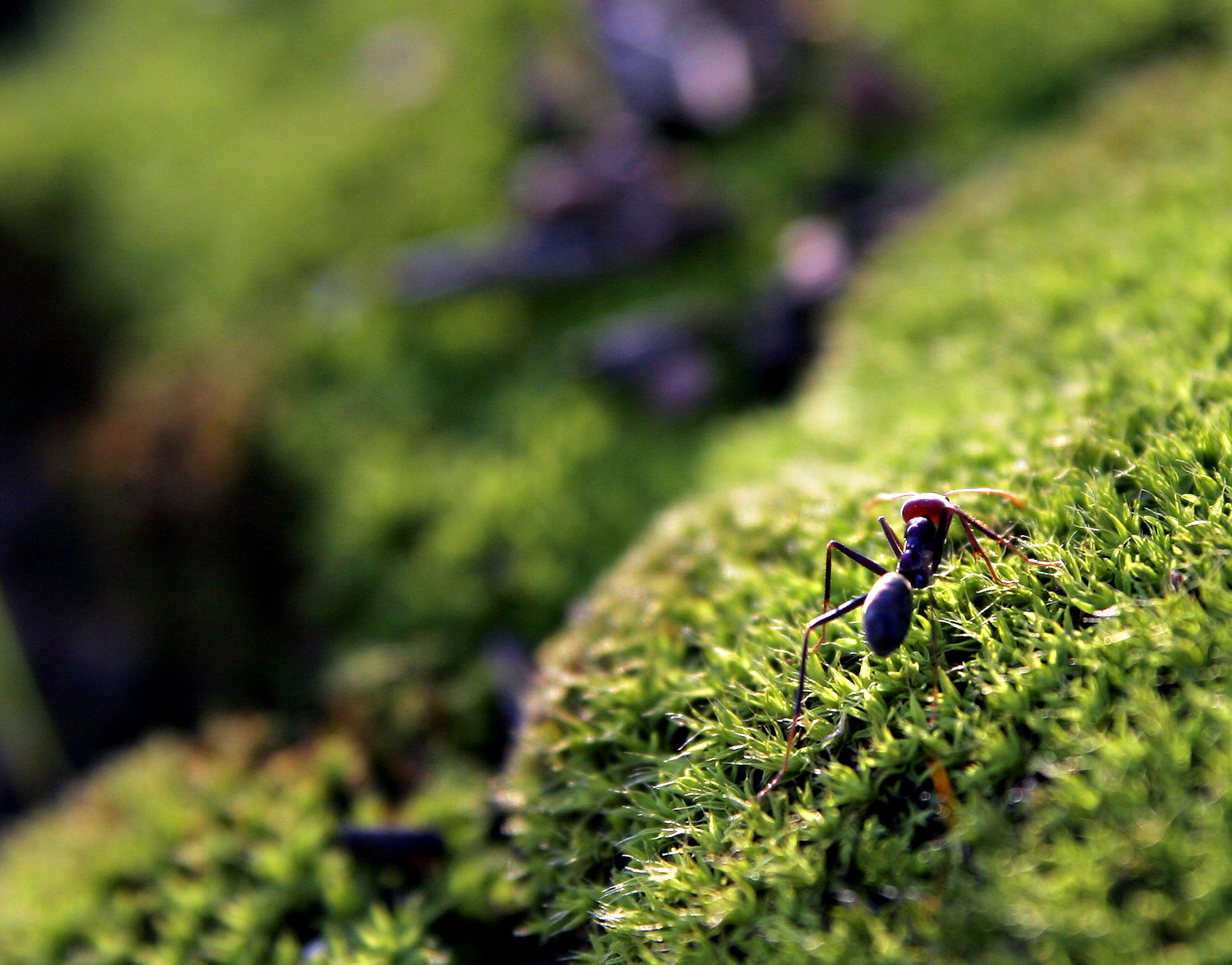
Mrówka

- Gładyszek mrowiskowy – Formicoxenus nitidulus
- Gmachówka cieśla (koniczek) – Camponotus herculeanus
- Gmachówka drzewotoczna – Camponotus ligniperda
- Gmachówka smolista – Camponotus piceus
- Hurtnica skalna – Lasius emarginatus
- Hurtnica podobna – Lasius alienus
- Hurtnica pospolita (czarna) – Lasius niger
- Hurtnica wstydliwa (trwożliwa) – Lasius brunneus
- Kartonówka zwyczajna (kartoniarka czarna) – Lasius fuliginosus
- Koczowniczka czarna – Tapinoma erraticum
- Mrówka amazonka – Polyergus rufescens
- Mrówka anatolijska – Lasius neglectus
- Mrówka ćmawa – Formica polyctena
- Mrówka faraona – Monomorium pharaonis
- Mrówka łąkowa (czarniawka) – Formica pratensis – pod ochroną
- Mrówka pniakowa – Formica truncorum – pod ochroną
- Mrówka pniowa – Camponotus fallax
- Mrówka północna – Formica aquilonia – pod ochroną
- mrówka Rogera – Hypoponera punctatissima
- Mrówka rudnica – Formica rufa
- Mrówka smętnica – Formica lugubris – pod ochroną
- Mrówka złodziejka – Solenopsis fugax
- Murawka darniowiec – Tetramorium caespitum
- Nadrzewnica czteroplamka (czterokropek) – (Dolichoderus quadripunctatus)
- Nieróbka czarniawa – Tetramorium atratulum
- Otrupka Westwooda – Stenamma debile
- Ozdobnica Forela – Formica foreli
- Ozdobnica Forsslunda – Formica forsslundi
- Ozdobnica mniejsza – Formica pressilabris
- Ozdobnica większa – Formica exsecta
- Pierwomrówka krasnolica – Formica rufibarbis
- Pierwomrówka łagodna – Formica fusca
- Pierwomrówka podziemna (ziemna) – Formica cunicularia
- Pierwomrówka żwirowa – Formica cinerea
- Podziemnica cieniolubna (hurtnica żółtobrunatna) – Lasius umbratus
- Podziemnica południowa – Lasius meridionalis
- Podziemnica zwyczajna (hurtnica podziemna) – Lasius flavus
- Sierpnica płowa – Strongylognathus testaceus
- Smuklica Gredlera – Leptothorax gredleri
- Smuklica Kuttera – Leptothorax kutteri
- Smuklica mchowa (wysmuklica mchowa) – Leptothorax muscorum
- Smuklica zwyczajna (wysmuklica zwyczajna) – Leptothorax acervorum
- Wścieklica dorodna – Manica rubida
- Wścieklica marszczysta – Myrmica rugulosa
- Wścieklica płatkorożna – Myrmica lobicornis
- Wścieklica podobna – Myrmica ruginodis
- Wścieklica Sabuleta – Myrmica sabuleti
- Wścieklica Schencka – Myrmica schencki
- Wścieklica uszatka (szorstka) – Myrmica scabrinodis
- Wścieklica zwyczajna – Myrmica rubra
- Wysmuklica białoskrzydła – Temnothorax albipennis
- Wysmuklica Nylandera – Temnothorax nylanderi
- Zbójnica krwista – Formica sanguinea
- Złośnica zwyczajna – Ponera coarctata

## Wykazane w Polsce gatunki mrówek bez polskiej nazwy[7]
| - Aphaenogaster subterranea - Camponotus vagus - Colobopsis truncata - Formica candida - Formica clara - Formica lemani - Harpagoxenus sublaevis - Hypoponera ergatandria - Lasius bicornis - Lasius citrinus - Lasius distinguendus - Lasius jensi - Lasius mixtus |  | - Lasius paralienus - Lasius platythorax - Lasius psammophilus - Lasius sabularum - Myrmecina graminicola - Myrmica bessarabicus - Myrmica constricta - Myrmica deplanata - Myrmica gallienii - Myrmica hellenica - Myrmica hirsuta - Myrmica karavajevi |  | - Myrmica lonae - Myrmica slovaca - Myrmica specioides - Myrmica sulcinodis - Myrmica tulinae - Myrmica vandeli - Ponera testacea - Tapinoma madeirense - Temnothorax affinis - Temnothorax clypeatus - Temnothorax corticalis - Temnothorax crassispinus |  | - Temnothorax interruptus - Temnothorax nadigi - Temnothorax nigriceps - Temnothorax parvulus - Temnothorax ravouxi - Temnothorax saxonicus - Temnothorax tuberum - Temnothorax unifasciatus - Tetramorium caldarium - Tetramorium impurum - Tetramorium insolens - Tetramorium moravicum |

## Inne mrówki posiadające polskie nazwy
(niewystępujące lub reliktowe, rzadko występujące w Polsce)
- Grzybiarka parasolowa – Atta cephalotes
- Mrówka argentyńska – Linepithema humile
- Mrówka grzybiarka – Acromyrmex octospinosus
- Mrówka ognista (ogniowa) – Solenopsis invicta
- Mrówka uralska – Formica uralensis (Ruzsky, 1895)
- Mrówka żniwiarka – Messor barbarus
- Namrówka Ravoux'a – Epimyrma ravouxi (André, 1896)
- Wysmuklica przerwana – Leptothorax interruptus (Schenck, 1852)
- Wysmuklica podobna – Leptothorax affinis (Mayr, 1855)
- Wysmuklica żałobna – Leptothorax sordidulus (Müller, 1923)
- Wysmuklica żółtonoga – Leptothorax nadigi (Kutter, 1925)
- Wysmuklica tarczowa – Leptothorax clypeatus (Mayr, 1853)
- Żniwiarka śródziemnomorska (zwyczajna) – Messor structor (Latreille, 1798)

## Systematyka

### Podrodziny
W obrębie rodziny mrówkowatych wyróżnia się następujące podrodziny:
| - Agroecomyrmecinae - Amblyoponinae - Aneuretinae - Armaniinae † - Brownimeciinae † - Dolichoderinae - Dorylinae - Ectatomminae - Formicinae - Formiciinae † |  | - Leptanillinae - Martialinae - Myrmeciinae - Myrmicinae - Paleosminthurinae † - Paraponerinae - Ponerinae - Proceratiinae - Pseudomyrmecinae - Sphecomyrminae † |

### Plemiona
W obrębie rodziny mrówkowatych wyróżnia się następujące plemiona:
| - Agroecomyrmecini - Amblyoponini - Anomalomyrmini - Attini - Blepharidattini - Brachymyrmecini - Bregmatomyrmini - Camponotini - Cataulacini - Crematogastrini - Ectatommini - Formicini - Gesomyrmecini - Gigantiopini - Lasiini - Leptanillini - Melophorini |  | - Myrmeciini - Myrmelachistini - Myrmicini - Myrmoteratini - Oecophyllini - Paraponerini - Plagiolepidini - Platythyreini - Ponerini - Prionomyrmecini - Proceratiini - Santschiellini - Sicilomyrmecini - Solenopsidini - Stegomyrmecini - Stenammini - Typhlomyrmecini |

### Rodzaje
Alfabetyczna lista rodzajów mrówek:
| - Acanthognathus - Acanthomyops - Acanthomyrmex - Acanthoponera - Acanthostichus - Acromyrmex - Acropyga - Adelomyrmex - Adetomyrma - Adlerzia - Aenictogiton - Aenictus - Afroxyidris - Agraulomyrmex - Agroecomyrmex - Alloformica - Allomerus - Amblyopone - Ameghinoia - Ancyridris - Anergates - Aneuretellus - Aneuretus - Anillidris - Anillomyrma - Anisopheidole - Ankylomyrma - Anochetus - Anomalomyrma - Anonychomyrma - Anoplolepis - Antichthonidris - Aphaenogaster - Aphomomyrmex - Apomyrma - Apterostigma - Archaeopone - Archimyrmex - Archiponera - Armania - Armaniella - Asphinctanilloides - Asphinctopone - Asymphylomyrmex - Atopomyrmex - Atta - Attopsis - Aulacopone - Axinidris - Azteca - Baikuris - Bajcaridris - Baracidris - Bariamyrma - Basiceros - Belonopelta - Blepharidatta - Bondroitia - Bothriomyrmex - Brachymyrmex - Bradoponera - Bregmatomyrma - Calomyrmex - Calyptites - Calyptomyrmex - Camponotites - Camponotus - Cardiocondyla - Carebara - Carebarella - Cariridris - Casaleia - Cataglyphis - Cataulacus - Centromyrmex - Cephalomyrmex - Cephalotes - Cerapachys - Chalepoxenus - Cheliomyrmex - Chimaeridris - Chimaeromyrma - Cladomyrma - Colobostruma - Concoctio - Creightonidris - Crematogaster - Cretomyrma - Cretopone - Cryptopone |  | - Cylindromyrmex - Cyphoidris - Cyphomyrmex - Dacatria - Dacetinops - Daceton - Decamorium - Dendromyrmex - Diacamma - Dicroaspis - Dilobocondyla - Dinoponera - Diplomorium - Discothyrea - Dlusskyidris - Doleromyrma - Dolichoderus - Dolichomyrma - Dolioponera - Doronomyrmex - Dorylus - Dorymyrmex - Drymomyrmex - Echinopla - Eciton - Ecphorella - Ectatomma - Elaeomyrmex - Electromyrmex - Electroponera - Emeryopone - Emplastus - Enneamerus - Eocenidris - Eoformica - Eomyrmex - Eotapinoma - Epelysidris - Epimyrma - Epopostruma - Eucharis - Eucryptocerus - Eulithomyrmex - Euprenolepis - Eurhopalothrix - Eutetramorium - Forelius - Forelophilus - Formica - Formicium - Formicoxenus - Froggattella - Gesomyrmex - Gigantiops - Glaphyromyrmex - Gnamptogenys - Goniomma - Harpagoxenus - Harpegnathos - Heteroponera - Huberia - Hylomyrma - Hypopomyrmex - Hypoponera - Ilemomyrmex - Imhoffia - Indomyrma - Ireneopone - Iridomyrmex - Ishakidris - Kartidris - Kotshkorkia - Kyromyrma - Labidus - Lachnomyrmex - Lasiophanes - Lasius - Lenomyrmex - Lepisiota - Leptanilla - Leptanilloides - Leptogenys - Leptomyrmex - Leptomyrmula - Leptothorax - Leucotaphus - Linepithema - Liometopum - Liomyrmex - Lonchomyrmex |  | - Lophomyrmex - Lordomyrma - Loweriella - Machomyrma - Manica - Mayriella - Megalomyrmex - Melissotarsus - Melophorus - Meranoplus - Mesostruma - Messor - Metapone - Mianeuretus - Microdaceton - Miomyrmex - Monomorium - Mycetarotes - Mycetophylax - Mycetosoritis - Mycocepurus - Myopias - Myopopone - Myrcidris - Myrmecia - Myrmecina - Myrmecocystus - Myrmecorhynchus - Myrmelachista - Myrmica - Myrmicaria - Myrmicocrypta - Myrmoteras - Mystrium - Neivamyrmex - Nomamyrmex - Noonilla - Nothidris - Nothomyrmecia - Nothomyrmica - Notoncus - Notostigma - Ochetellus - Ochetomyrmex - Octostruma - Ocymyrmex - Odontomachus - Odontoponera - Oecophylla - Oligomyrmex - Onychomyrmex - Opisthopsis - Orectognathus - Overbeckia - Oxyepoecus - Oxyidris - Oxyopomyrmex - Pachycondyla - Paedalgus - Paleosminthurus - Papyrius - Parameranoplus - Paraneuretus - Paraphaenogaster - Paraponera - Paraprionopelta - Paratopula - Paratrechina - Perissomyrmex - Peronomyrmex - Petalomyrmex - Petraeomyrmex - Petropone - Phacota - Phalacromyrmex - Phasmomyrmex - Phaulomyrma - Pheidole - Pheidologeton - Philidris - Phrynoponera - Pilotrochus - Pityomyrmex - Plagiolepis - Platythyrea - Plectroctena - Podomyrma - Poecilomyrma - Pogonomyrmex - Polyergus |  | - Polyrhachis - Ponera - Ponerites - Poneropsis - Poneropterus - Prenolepis - Prionomyrmex - Prionopelta - Pristomyrmex - Proatta - Probolomyrmex - Proceratium - Procryptocerus - Prodimorphomyrmex - Proformica - Prolasius - Promyrmicium - Protalaridris - Protaneuretus - Protanilla - Protazteca - Protoformica - Protomognathus - Protopone - Protrechina - Psalidomyrmex - Pseudaphomomyrmex - Pseudarmania - Pseudoatta - Pseudocamponotus - Pseudolasius - Pseudomyrmex - Pseudonotoncus - Pyramica - Recurvidris - Rhopalomastix - Rhopalomyrmex - Rhopalothrix - Rhoptromyrmex - Rhytidoponera - Rogeria - Romblonella - Rossomyrmex - Rostromyrmex - Rotastruma - Santschiella - Scyphodon - Secostruma - Sericomyrmex - Sicilomyrmex - Simopelta - Simopone - Solenopsis - Sphecomyrma - Sphinctomyrmex - Stegomyrmex - Stenamma - Stereomyrmex - Stigmacros - Stigmomyrmex - Stiphromyrmex - Streblognathus - Strongylognathus - Strumigenys - Syntaphus - Talaridris - Tapinoma - Tatuidris - Technomyrmex - Teleutomyrmex - Temnothorax - Terataner - Teratomyrmex - Tetheamyrma - Tetramorium - Tetraponera - Thaumatomyrmex - Trachymyrmex - Tranopelta - Tricytarus - Turneria - Typhlomyrmex - Vollenhovia - Vombisidris - Wasmannia - Willowsiella - Xenomyrmex - Yavnella - Zacryptocerus - Zherichinius |